# Mate Šestan
Mate Šestan (12 febbraio 1971 – Zara, 30 marzo 2023) è stato un calciatore croato, di ruolo attaccante.